# Qui était donc cette dame ?
Pour plus de détails, voir Fiche technique et Distribution.
Qui était donc cette dame ? (Who Was That Lady?) est un film américain réalisé par George Sidney, sorti en 1960.

## Synopsis
À New-York, à l'Université Columbia, un professeur assistant de chimie, David Wilson, est surpris par sa femme, Ann, alors qu'il est embrassé par une étudiante plutôt entreprenante. Sa femme s'apprête aussitôt à demander le divorce. Au désespoir, David demande à son ami Mike Haney, auteur de séries à la télévision, de le tirer de ce mauvais pas. Mike veut persuader Ann que son mari était en mission pour le FBI et que l'étudiante était une espionne, et fait fabriquer par l'accessoiriste des studios télévisés une fausse carte du FBI. Une action suspecte que l'accessoiriste signale à un véritable agent du FBI, déclenchant une enquête. Mike et David déroulent devant Ann leur comédie d'agents secrets, et parviennent à la persuader grâce à la fausse carte. Mike développe son scénario en imposant à David une prétendue mission dans un restaurant chinois « tenu par le cousin de Tchang Kaï-chek », en réalité pour draguer deux candidates actrices mystifiées par Mike. Ils sortent, laissant Ann dans l'appartement. C'est alors qu'un véritable agent du FBI vient lui rendre visite, pour éclaircir cette affaire de carte…

## Fiche technique
- Titre : Qui était donc cette dame ?
- Titre original : Who Was That Lady?
- Réalisation : George Sidney
- Scénario : Norman Krasna d'après sa propre pièce Who Was That Lady I Saw You With?
- Musique : André Previn
- Chansons : Sammy Cahn et Jimmy Van Heusen
- Photographie : Harry Stradling Sr.
- Montage : Viola Lawrence
- Direction artistique : Ted Haworth
- Costumes : Jean Louis
- Production : Norman Krasna
- Société de production : Ansark-Sidney
- Distribution : Columbia Pictures
- Pays d'origine : États-Unis
- Format : Noir et Blanc - Son : Mono (RCA Sound Recording)
- Genre : Comédie romantique
- Durée : 115 minutes
- Dates de sortie :
  - États-Unis : 15 avril 1960 (New York)
  - France : 8 juillet 1960
- Affiche : Georges Kerfyser (France)

## Distribution
- Tony Curtis (VF : Jean-Claude Michel) : David Wilson
- Dean Martin (VF : André Valmy) : Michael Haney
- Janet Leigh (VF : Nelly Benedetti) : Ann Wilson
- James Whitmore  (VF : Pierre Leproux): Harry Powell
- John McIntire  (VF : Lucien Bryonne) : Bob Doyle
- Barbara Nichols :Gloria Coogle
- Larry Keating  (VF : Jacques Berlioz) : Parker
- Larry Storch : Orenov
- Simon Oakland  (VF : Serge Nadaud) : Belka
- Joi Lansing  (VF : Marcelle Lajeunesse) : : Florence Coogle
- Barbara Hines : une fille
- Marion Javits : Miss Mellish
- Mike Lane : Glinka
- Kam Tong : Lee Wong
- Snub Pollard : Tatoueur

## À noter
- Étonnante dernière image du film : 41 ans avant le 11 septembre 2001, le mot "Fin" s'inscrit sur la vision de l'Empire State Building surmonté d'un énorme panache de vapeur blanche, provoqué par le sabotage des machineries de climatisation opéré par Mike et David.